# جوزيف بي. كامبل
جوزيف بي. كامبل (بالإنجليزية: Joseph B. Campbell) هو سياسي أمريكي، ولد في 1835، وتوفي في 28 أغسطس 1891. انتخب Commander of the Department of Alaska ‏ (17 أغسطس 1874 – 14 يونيو 1876).